# Ronda dos Quatro Caminhos
A Ronda dos Quatro Caminhos é um grupo de música tradicional portuguesa criado em 1983. Tem como matriz principal a recriação das tradições musicais portuguesas.

## História
A  Ronda dos Quatro Caminhos editou o primeiro disco em 1984, e enveredou desde logo por um trabalho de recriação das canções regionais. O disco de estreia é de imediato publicado em vários países europeus.
O primeiro concerto do grupo ocorreu no final da Primavera de 1984 em Évora, no Alentejo, poucas semanas após o lançamento do seu álbum de estreia.
Em 1985, o segundo disco Cantigas do Sete-Estrelo confirma a popularidade do grupo e os concertos ao vivo sucedem-se e são já uma constante na vida da Ronda.
Ainda em 1985, no Natal, é editado o terceiro álbum – Canções Tradicionais Infantis – que contou com a participação da Tété e do Mário Viegas, e que pretendeu levar a música tradicional às crianças.
Em 1986 é publicado o quarto trabalho, Amores de Maio.
Em 1987 o grupo actua já um pouco por todo o mundo, e concretiza a ideia de fazer um disco de fados regionais. E assim surge o álbum Fados Velhos.
Em 1989 é publicada a antologia O Melhor da Ronda, e em 1991 o grupo edita o sétimo álbum da sua carreira: Romarias. Faz mais de 70 concertos no país e no estrangeiro.
Em 1993, no Teatro Municipal S. Luís, em Lisboa, o grupo apresenta o seu primeiro concerto com a intenção de uma gravação ao vivo. O espectáculo Uma Noite de Música  Tradicional, para além do memorável  êxito que obteve,  resultou ainda no oitavo disco.
Em 1997, é editado o CD Recantos, agora com uma sonoridade mais urbana e conceptual, gravado em Lisboa e em Madrid, e em 1999 é publicado Outras Terras, que reflecte já as vivências de tantas e tantas viagens.
Em Novembro de 2000, no Teatro Garcia de Resende em Évora, o grupo gravou de novo ao vivo o que viria a ser o primeiro CD duplo da sua carreira – Alçude.
Em 2003, e após dois anos e meio de trabalho, a Ronda publicou o seu mais ousado trabalho, Terra de Abrigo, um disco exclusivamente dedicado ao Cante Alentejano, com a participação da Orquestra Sinfónica de Córdoba, oito Grupos Corais do Alentejo, e ainda as participações da marroquina Amina Alaoui, da cantora de flamenco Esperanza Fernandez, do guitarrista José António Rodriguez, e também de Pedro Caldeira Cabral e Kátia Guerreiro.
Em Janeiro de 2004 o grupo apresentou o projecto Terra de Abrigo no grande auditório do Centro Cultural de Belém, em dois concertos que deram origem à publicação de um DVD com o mesmo nome.
Em 2007, com a participação das Adufeiras de Monsanto, o Grupo Coral Guadiana de Mértola, os Cantares de Évora, o Coro Polifónico Eborae Musica, e o Quarteto de Cordas Opus 4, é publicado o CD Sulitânia, na sequência de um convite dos Municípios de Évora, Mértola e Idanha-a-Nova.
Em 2014, o grupo grava o CD Tierra Alantre, uma vez mais ao reencontro da música erudita. O disco, dedicado à música regional de Trás os Montes, Minho, e Galiza, foi integralmente gravado com a Orquestra Sinfónica Portuguesa e com o Coro de Ópera do Teatro Nacional de S. Carlos.
Ainda em 2014, o grupo apresenta-se ao vivo no Teatro Nacional de S. Carlos, acompanhado pela Orquestra Sinfónica Portuguesa e pelo Coro de Ópera do Teatro Nacional. O concerto, esgotado, foi transmitido em directo para todo o mundo pela RDP, e constituiu uma das noites mais memoráveis da carreira do grupo.
Nestes mais de trinta anos de intensa actividade, a Ronda dos Quatro Caminhos fez largas centenas de concertos por todo o país e pelo estrangeiro, gravou 15 discos, e deu o seu modesto contributo para a preservação e divulgação do Cancioneiro Tradicional e dos Instrumentos Regionais.
Em 2017 o grupo editou o CD Sopas do Espírito Santo, dedicado à música tradicional dos Açores, com a participação da Orquestra Regional Lira Açoriana, e de músicos e Coros Polifónicos de todas as ilhas do Arquipélago, numa produção em que participaram cerca de 300 músicos e cantores.

### Outras Terras
Quinze anos após o seu primeiro disco, alguns acordes deste álbum surgiram entre Cabo Verde, o Alentejo e a Galiza. As quadras do Cancioneiro Popular foram selecionadas e adaptadas por António Prata às modas dos Açores, Alentejo, Beiras e Trás-os-Montes.

## Elementos do grupo
- António Prata - guitarra, bandolim, violino e coros
- Carlos Barata - acordeão, bandolim, adufe e voz
- João Oliveira - guitarra e voz solo
- Daniel Completo - guitarra e voz
- Mário Peniche - baixo
- «Pedro Fragoso». - Piano, braguesa, sintetizador e voz
- Pedro Pitta Groz - bateria e voz

## Discografia
- 1984 - Ronda dos Quatro Caminhos
- 1985 - Cantigas do Sete - Estrelo
- 1985 - Canções Tradicionais Infantis
- 1986 - Amores de Maio
- 1987 - Fados Velhos
- 1991 - Romarias
- 1994 - Uma Noite de Música Tradicional
- 1997 - Recantos
- 1999 - Outras Terras
- 2001 - Alçude
- 2003 - Terra de Abrigo, com a Orquestra Sinfónica de Córdoba e Coros do Alentejo
- 2007 - Sulitânia
- 2014 - Tierra Alantre, com a Orquestra Sinfónica Portuguesa e o Coro do Teatro Nacional de S. Carlos
- 2017 - Sopas do Espírito Santo com a Orquestra Regional Lira Açoriana

### Compilações
| Ano  | Nome                                                     | Editora         | Formato        |
| ---- | -------------------------------------------------------- | --------------- | -------------- |
| 1989 | O Melhor Da Ronda 1983 - 1989                            | Contradança     | Disco de vinil |
| 2000 | Clássicos da Renascença: Ronda dos Quatro Caminhos       | Movieplay       | CD             |
| 2001 | O Melhor de 2: Ronda dos Quatro Caminhos / Terra a Terra | Universal Music | CD             |
| 2004 | A Arte e a Música                                        | Universal Music | CD             |
| 2005 | Canções Esquecidas                                       | Ovação          | CD             |